# Koležnik
Koležnik je priimek v Sloveniji, ki ga je po podatkih Statističnega urada Republike Slovenije na dan 1. januarja 2010 uporabljalo 127 oseb.

## Znani nosilci priimka
- Mateja Koležnik (*1962), gledališka režiserka